# Oberösterreichischer Fußballcup
Der Cup des Oberösterreichischen Fußballverbandes, kurz OÖFV-Cup genannt, ist einer von neun österreichischen Fußball-Pokalwettbewerben für Amateurmannschaften der Herren auf Verbandsebene, der vom  Oberösterreichischen Fußballverband ausgerichtet und im K.-o.-System ausgetragen wird.
Der Pokalwettbewerb trägt den Namen OO Fußball-Cup, offiziell: Oberösterreichischer Landescup, und ist ein Qualifikationsbewerb für den ÖFB-Cup. Zurzeit ist der Pokal als Admiral OÖ Landescup bekannt.

## Geschichte
Anfänge bis nach dem Zweiten Weltkrieg
| Saison                         | Pokal-Sieger       | Finalist          | Resultat          |                   |
| Silbercup                      | Silbercup          | Silbercup         | Silbercup         |                   |
| ------------------------------ | ------------------ | ----------------- | ----------------- | ----------------- |
| 1926/27                        | SK Vorwärts Steyr  | keine Information | keine Information | keine Information |
| Oberösterreichischer Landescup |                    |                   |                   |                   |
| 1927/28                        | SV Urfahr Linz     | keine Information | keine Information | keine Information |
| 1928/29                        | Linzer ASK         | Welser SC         | 4:1               |                   |
| 1929/30                        | SV Urfahr Linz     | Hertha Wels       | 1:0               |                   |
| 1930/31                        | Linzer ASK         | Welser SC         | 3:3, 8:3          |                   |
| 1931/32                        | Linzer ASK         | Welser SC         | 2:2, 4:3          |                   |
| 1932/33                        | SV Urfahr Linz     | Germania Linz     | 3:2               |                   |
| 1933/34                        | SV Urfahr Linz     | Linzer ASK        | 5:4               |                   |
| 1934/35                        | Linzer ASK         | SK Amateure Steyr | 2:0               |                   |
| Landeshauptmann-Pokal          |                    |                   |                   |                   |
| 1935/36                        | SK Admira Linz     | SV Gmunden        | 2:1               |                   |
| Dr.-Schlegel-Pokal             |                    |                   |                   |                   |
| 1935/36                        | SV Urfahr Linz     | keine Information | keine Information | keine Information |
| Oberösterreichischer Landescup |                    |                   |                   |                   |
| 1936/37                        | Linzer ASK         | SK Admira Linz    | 3:2               |                   |
| 1937/38                        | SK Vorwärts Steyr  | SK Amateure Steyr | 3:2               |                   |
| 1938 – 1945                    | kein Bewerb        | kein Bewerb       | kein Bewerb       |                   |
| 1945/46                        | Linzer ASK         | SK Amateure Steyr | 4:3               |                   |
| 1946/47                        | kein Bewerb        | kein Bewerb       | kein Bewerb       |                   |
| 1947/48                        | SK Amateure Steyr  | ESV Westbahn Linz | 3:0               |                   |
| 1948/49                        | SK Vorwärts Steyr  | Linzer ASK        | 3:1               |                   |
| 1949/50                        | ATSV Ranshofen     | ESV Westbahn Linz | 2:1               |                   |
| 1950/51                        | SK Enns            | Welser SC         | 3:0               |                   |
| 1951/52                        | SV Urfahr Linz     | SV Gmunden        | 1:0               |                   |
| 1952/53                        | Welser SC          | SV Urfahr Linz    | 3:0               |                   |
| 1953/54                        | kein Bewerb        | kein Bewerb       | kein Bewerb       |                   |
| 1954/55                        | SV Stickstoff Linz | PSV Linz          | 6:3               |                   |

Der Oberösterreichische Landescup wurde das erste Mal 1927 durchgeführt und es gewann der SK Vorwärts Steyr. Die darauffolgenden Jahre wechselten die beiden Linzer Klubs SV Urfahr Linz und Linzer ASK ab, insgesamt gewannen die Urfahrer und die Athletiker jeweils viermal den Pokal. Den Landeshauptmann-Pokal, der 1936 ausgetragen wurde, konnten die Admira gewinnen, den Dr.-Schlegel-Pokal im gleichen Jahr die Urfahrer. Vor dem Krieg wurden noch zwei Saisonen gespielt, die die Linzer Athletiker und der SK Vorwärts Steyr für sich entscheiden konnten.
Im Rahmen des Bundesländer-Cups wurde der Wettbewerb nach Kriegsende 1946 wieder eingeführt. Nachdem dieser jedoch im Zuge der Staatsliga-Reform abgeschafft wurde, entschied der OÖFV als einer der letzten österreichischen Landesverbände 1955, seinen Cupwettbewerb ebenso auf unbestimmte Zeit einzustellen. In dieser Zeit gab es acht Turniere mit ebenso vielen verschiedenen Siegern: Linzer ASK, SK Amateure Steyr, SK Vorwärts Steyr, ATSV Ranshofen, SK Enns, SV Urfahr Linz, Welser SC und SV Stickstoff Linz.
Wiedereinführung in den 2000er Jahren
| Saison                     | Pokal-Sieger                                      | Finalist                                          | Resultat                                          |
| OÖFV-Cup                   | OÖFV-Cup                                          | OÖFV-Cup                                          | OÖFV-Cup                                          |
| -------------------------- | ------------------------------------------------- | ------------------------------------------------- | ------------------------------------------------- |
| 2003/04                    | FC Blau-Weiß Linz II                              | FC Braunau                                        | 4:2                                               |
| 2004/05                    | kein Bewerb                                       | kein Bewerb                                       | kein Bewerb                                       |
| 2005/06                    | FC Andorf                                         | SK Vorwärts Steyr                                 | 1:1, 3:2 n. E.                                    |
| 2006/07                    | kein Bewerb                                       | kein Bewerb                                       | kein Bewerb                                       |
| 2007/08                    | SV Neuhofen/Ried                                  | Union Steinerkirchen                              | 6:0                                               |
| 2008/09                    | kein Bewerb                                       | kein Bewerb                                       | kein Bewerb                                       |
| Baumgartner Bier Landescup |                                                   |                                                   |                                                   |
| 2009/10                    | SK Vorwärts Steyr                                 | SV Gmunden                                        | 3:0                                               |
| 2010/11                    | SV Grieskirchen                                   | SV Bad Schallerbach                               | 2:0 (1:0)                                         |
| 2011/12                    | SV Grün-Weiß Micheldorf                           | DSG Union Pichling                                | 4:2                                               |
| 2012/13                    | SK Vorwärts Steyr                                 | SV Neumarkt/Pötting                               | 2:1                                               |
| Baunti-Cup                 |                                                   |                                                   |                                                   |
| 2013/14                    | SV Grün-Weiß Micheldorf                           | Union Edelweiß Linz                               | 2:0                                               |
| 2014/15                    | FC Wels                                           | ATSV Stadl-Paura                                  | 3:1 (1:0)                                         |
| 2015/16                    | SK Bad Wimsbach                                   | SV Grieskirchen                                   | 2:2, 5:3 n. E.                                    |
| 2016/17                    | ASKÖ Oedt                                         | UVB Vöcklamarkt                                   | 1:1, 5:4 n. E.                                    |
| 2017/18                    | ASKÖ Oedt                                         | WSC Hertha Wels                                   | 4:0                                               |
| 2018/19                    | Union Edelweiß                                    | SC Schwanenstadt                                  | 4:0                                               |
| 2019/20                    | wegen COVID-19-Pandemie in Österreich abgebrochen | wegen COVID-19-Pandemie in Österreich abgebrochen | wegen COVID-19-Pandemie in Österreich abgebrochen |
| Transdanubia Landescup     |                                                   |                                                   |                                                   |
| 2020/21                    | wegen COVID-19-Pandemie in Österreich abgebrochen | wegen COVID-19-Pandemie in Österreich abgebrochen | wegen COVID-19-Pandemie in Österreich abgebrochen |
| 2021/22                    | SU St. Martin                                     | ASKÖ Oedt                                         | 3:2 n. V.                                         |
| 2022/23                    | SV Bad Schallerbach                               | SV Wallern                                        | 3:2 n. V.                                         |
| Admiral OÖ Landescup       |                                                   |                                                   |                                                   |
| 2023/24                    | ASKÖ Oedt                                         | UFC Ostermiething                                 | 3:0                                               |
| 2024/25                    | UVB Vöcklamarkt                                   | SV Bad Schallerbach                               | 3:1                                               |

In der Saison 2003/04 wurde der Landespokal als Amateurcup für Vereine der unteren oberösterreichischen Spielklassen vom OÖFV wieder durchgeführt und es gewann ihn die zweite Mannschaft des FC Blau-Weiß Linz. Dieser Bewerb brachte in den letzten Jahren folgende Gewinner: FC Andorf, SV Neuhofen/Ried, dreimal der SK Vorwärts Steyr, SV Grieskirchen, zweimal der SV Grün-Weiß Micheldorf und ASKÖ Oedt und einmal der FC Wels, SK Bad Wimsbach und Union Edelweiß.

## Bezeichnung (Sponsor)
Der Cup wird seit 2009 mit einem Sponsor im Namenszug ausgetragen. Davor wurde der Pokalbewerb einfach Oberösterreichischer Landescup genannt. Folgende Sponsoren beziehungsweise Namensänderungen hat der Oberösterreichische Pokalwettbewerb in seiner Namensgebung gehabt:
- Silbercup: 1926/27
- Oberösterreichischer Landescup 1927/28–1954/55
- OÖFV-Cup: seit 2003/04
- der Sponsor ist im Namenszugs in Verbindung mit 'Landescup':
  - Baumgartner Bier Landescup: 2009/10–2012/13
  - Baunti-Cup: 2013/14 bis 2019/20
  - Transdanubia Landescup: 2020/21 bis 2022/23
  - Admiral OÖ Landescup: 2023/24 bis heute

## Spielmodus, Teilnehmer und Auslosung
Der OÖFV-Cup wird im K.-o.-System ausgetragen. Alle Runden werden in einem Spiel entschieden, bis zum Achtelfinale hat jener Verein Heimrecht, der in der unteren Liga spielt. Sollten beide Vereine in einer Liga spielen, hat der erstgenannte Verein bei der Auslosung Heimrecht. Ab dem Achtelfinale wird das Heimrecht gelost. Beim Finale gilt der Sieger des erstgezogenen Halbfinalspieles als Heimmannschaft, der Sieger des zweitgezogenen Halbfinalspiels als Auswärtsmannschaft. Steht es nach 90 Minuten unentschieden, wird der Sieger sofort (ohne Verlängerung) im Elfmeterschießen ermittelt.
- 1. Runde: Vorrunde (Vereine aus Bezirksliga, 1. Liga und 2. Liga)
- 2. Runde: 1. Hauptrunde (Vereine aus der OÖ Liga und der Landesliga steigen ein)
- 3. Runde: 2. Hauptrunde: 32 Teilnehmer
- 4. Runde: 3. Hauptrunde: 16 Teilnehmer
- 5. Runde: Viertelfinale: 8 Teilnehmer
- 6. Runde: Halbfinale: 4 Teilnehmer
- 7. Runde: Finale: 2 Teilnehmer

## Die Titelträger
Landescup (1927–1955)
6 Pokalsiege
SV Urfahr Linz (1928, 1930, 1933, 1934, 1936 1, 1952)
Linzer ASK (1929, 1931, 1932, 1935, 1937, 1946)
3 Pokalsiege
SK Vorwärts Steyr (1927 2, 1938, 1949)
1 Pokalsieg
| Welser SC (1953) SK Enns (1951) SV Stickstoff Linz (1955) | ATSV Ranshofen (1950) SK Amateure Steyr (1948) SK Admira Linz (1936 3) |

OÖFV-Cup (ab 2003/04)
3 Pokalsiege
ASKÖ Oedt (2017, 2018, 2024)
2 Pokalsiege
SV Grün-Weiß Micheldorf (2012, 2014)
SK Vorwärts Steyr (2010, 2013)
1 Pokalsieg
| UVB Vöcklamarkt (2025) SV Bad Schallerbach (2023) SU St. Martin (2022) Union Edelweiß Linz (2019) SK Bad Wimsbach (2016) | FC Wels (2015) SV Grieskirchen (2011) SV Neuhofen/Ried (2008) FC Andorf (2006) FC Blau-Weiß Linz II (2004) |